# Кенсайское кладбище
Кенсайское кладбище (каз. Кеңсай) — один из самых знаменитых и красивых некрополей Казахстана. Расположено в восточной части Алматы. 

## История
Некрополь возник в конце XIX века.
«Кенсай» в переводе с казахского обозначает «большое ущелье». Название по-русски звучит как «Широкая щель» («щелями» называли ущелья казаки-переселенцы). Кладбище расположено в восточной части Алматы (в 9 км от центра города) неподалёку от перехода Базарбаева — Орманова, на вершине горы, с которой весь город виден, как на ладони. 
Кенсайское кладбище является мусульманским. Здесь похоронено большое число выдающихся государственных и общественных деятелей, представителей промышленности, экономики, науки, медицины, культуры и искусства и других сфер деятельности, внесших заметный вклад в развитие страны и общества с XIX века по настоящее время. Многие бюсты, надгробия и монументы являются произведениями искусства и представляют художественную и эстетическую ценность. 
Кладбище разделено на две части: Кенсай-1 и Кенсай-2. В настоящее время захоронения производятся в основном во второй части кладбища и на каждое захоронение выделяется пять квадратных метров земли.

## Известные личности

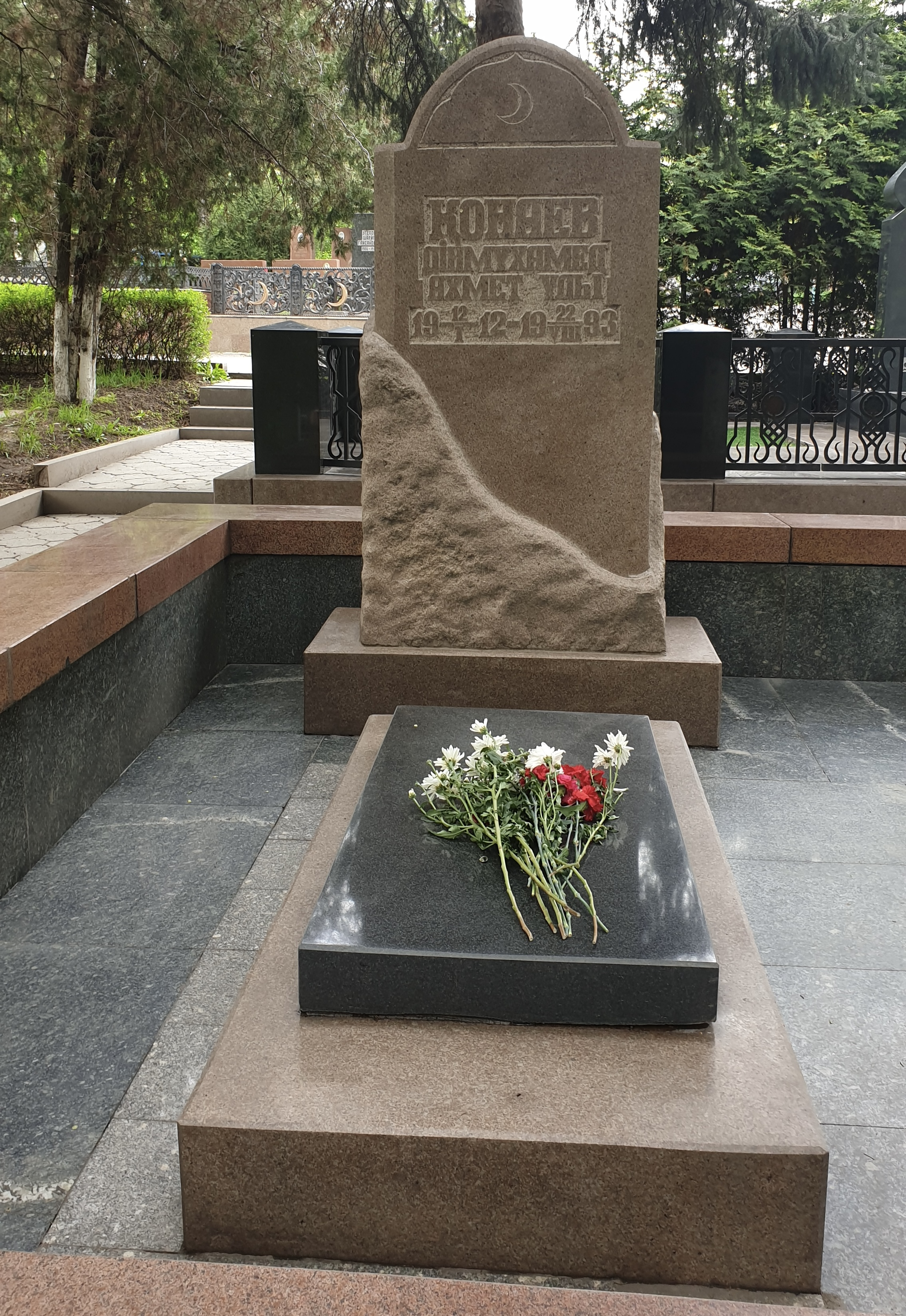
Надгробный памятник над могилой Динмухаммеда Кунаева

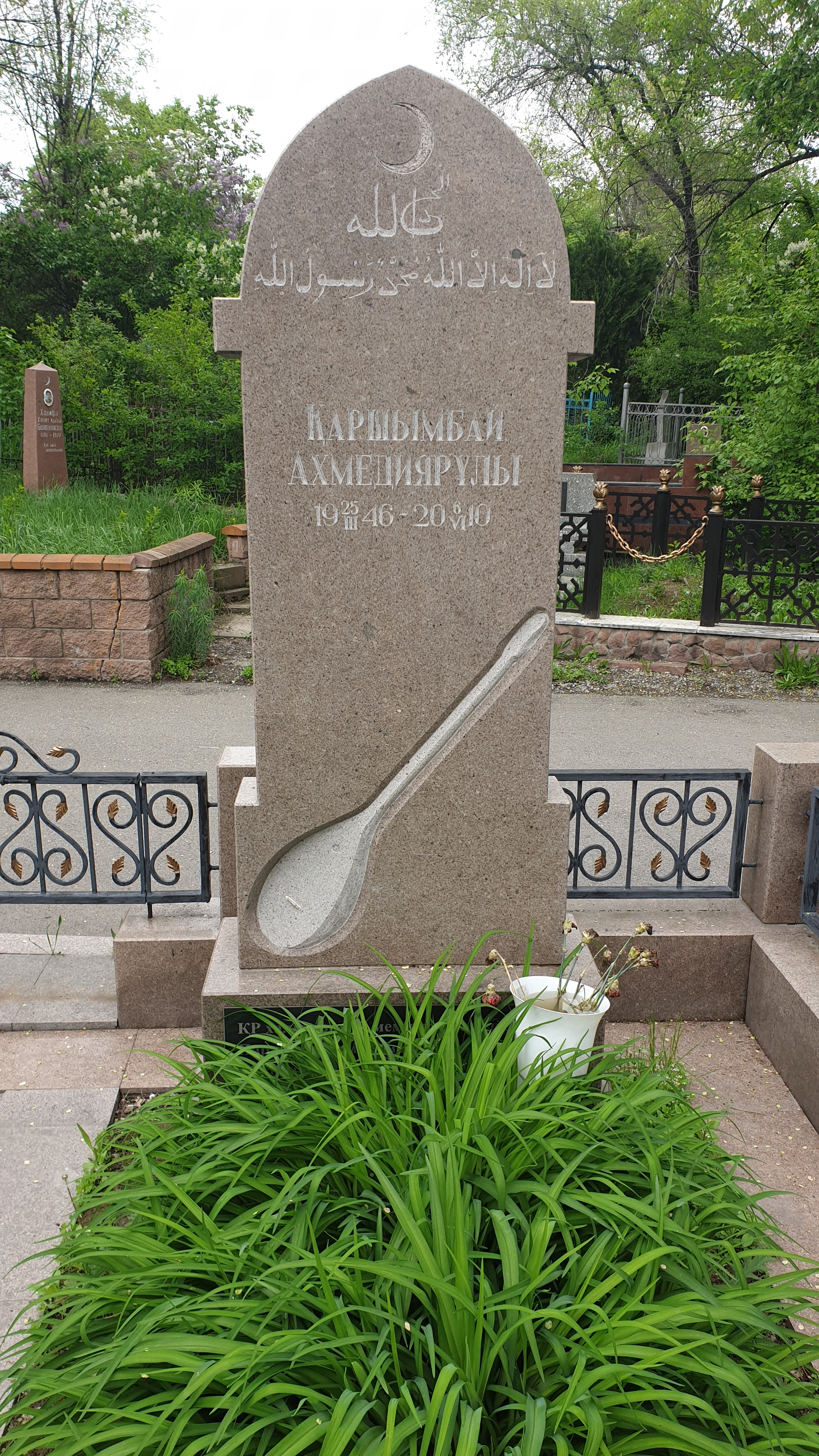
Надгробный памятник над могилой Каршыгы Ахмедиярулы

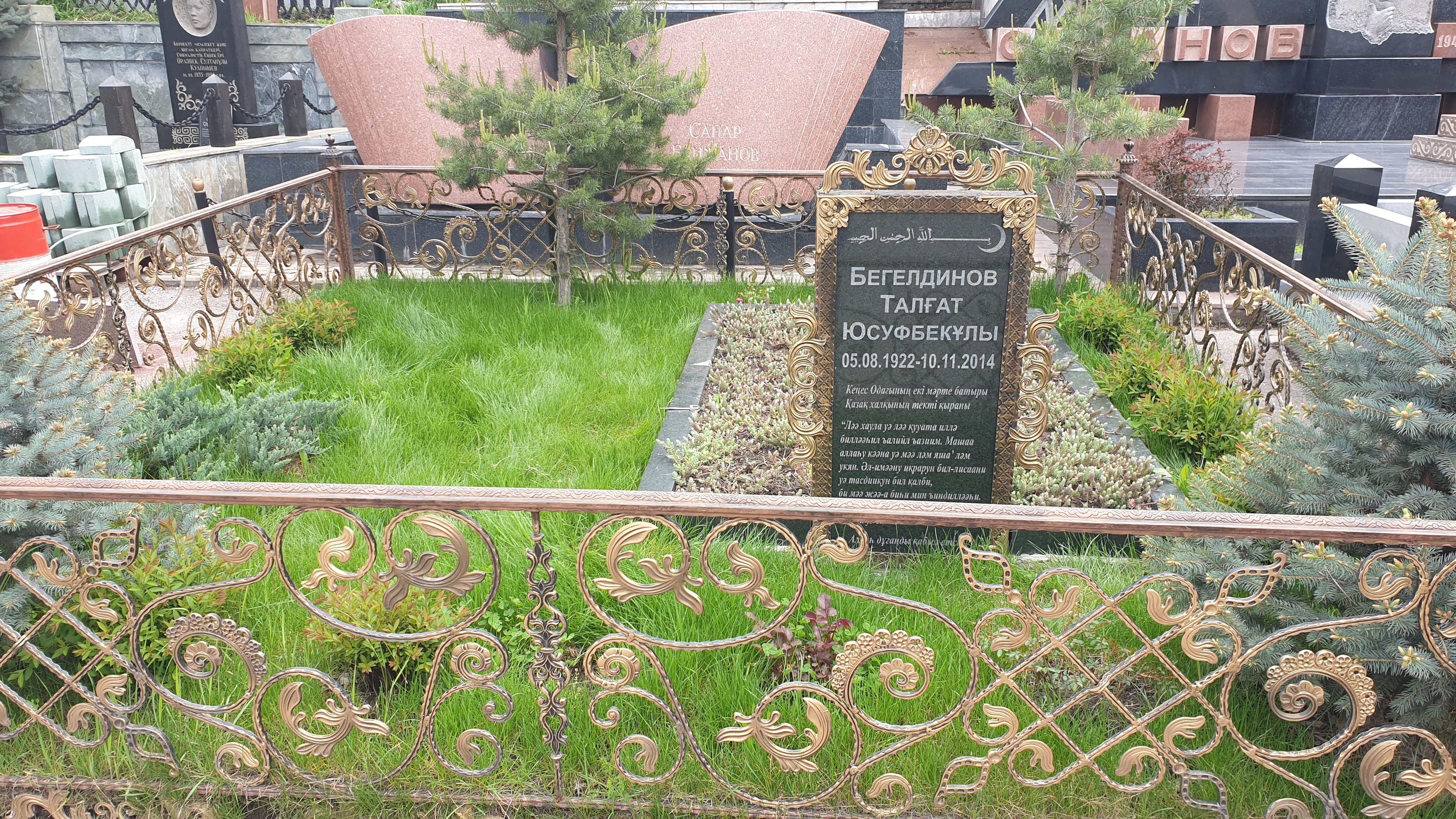
Талгат Бегельдинов

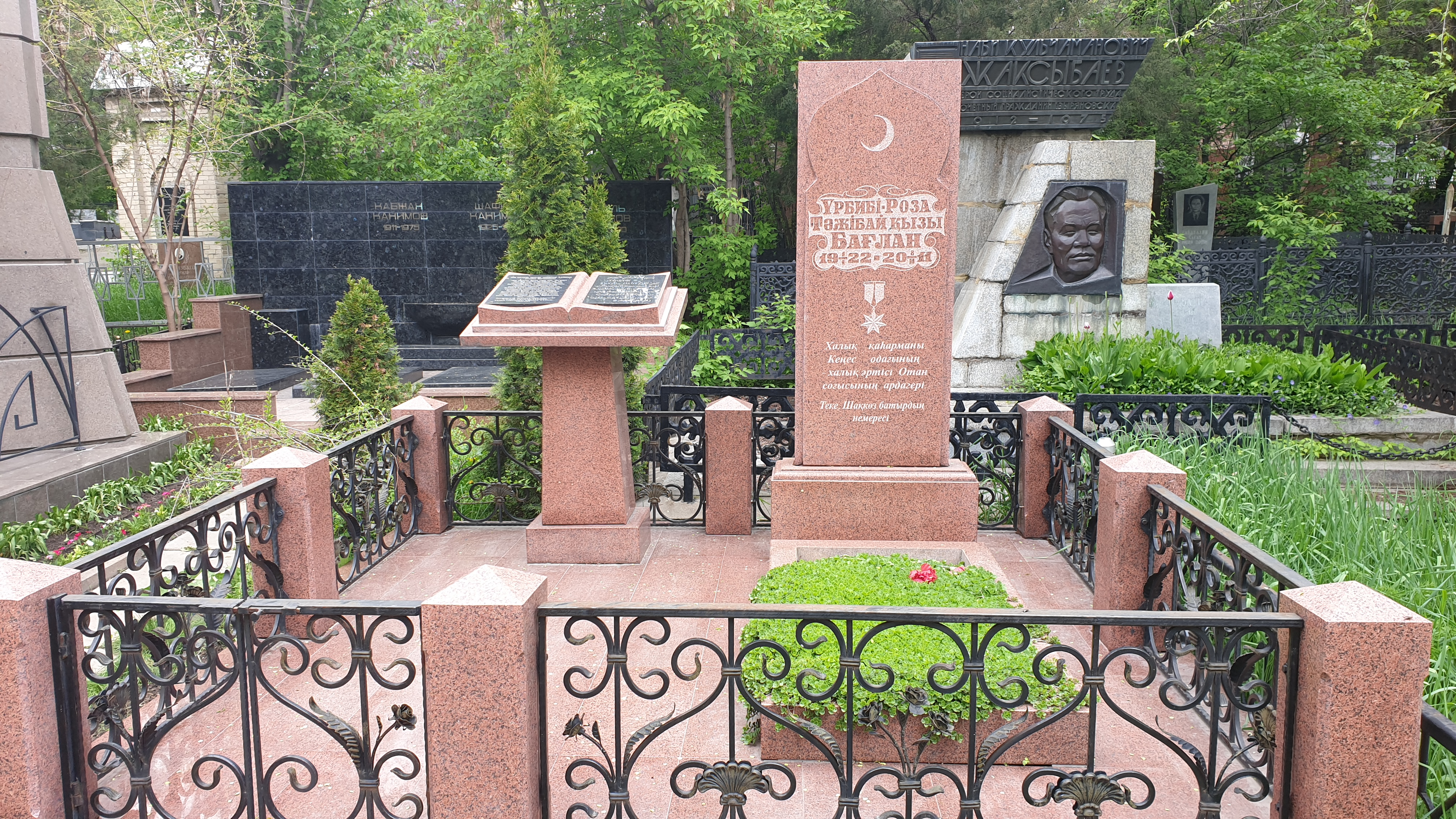
Надгробный памятник над могилой Розы Баглана

1. Динмухамед Ахмедович Кунаев (1912—1993) — Первый секретарь Коммунистической партии Казахстана (1960—1962, 1964—1986), член Политбюро ЦК КПСС (1971—1987), трижды Герой Социалистического Труда (1972, 1976, 1982)[5]
2. Талгат Бегельдинов (1922—2014) — советский лётчик-штурмовик, Дважды Герой Советского Союза, генерал-майор авиации Казахстана[6][7]
3. Ермек Серкебаев (1926—2013) — выдающийся певец, Народный артист СССР (1959), Герой Социалистического Труда (1986)[8][9]
4. Роза Багланова (1922—2011) — певица, Народная артистка СССР (1967), Народный Герой Казахстана (1996)[10]
5. Хадиша Букеева (1917—2011) — советская казахская актриса театра и кино, мастер художественного слова. Народная артистка СССР (1964)[11]
6. Роза Джаманова (1928—2013) — казахская советская оперная певица (сопрано), педагог. Народная артистка СССР (1959)[12]
7. Ниязбеков Сабир (1912—1989) — советский государственный и партийный деятель, Председатель Президиума Верховного Совета Казахской ССР, заместитель Председателя Президиума Верховного Совета СССР (1965—78 гг.).
8. Нуркадилов Заманбек (1944—2005) — мэр (председатель горисполкома) Алма-Аты (1985—1994)[13]
9. Сарыбай Калмурзаев (1949—2012) — казахстанский государственный деятель, политик, бывший Руководитель администрации Президента Казахстана, бывший Управляющий делами Президента Казахстана
10. Ерик Асанбаев (1936—2004) — казахстанский государственный деятель, политик, вице-президент Республики Казахстан (1991—1996)
11. Каршыга Ахмедьяров (1946—2010) — казахский композитор и дирижёр, кюйши, виртуозный домбрист, Народный артист РК, лауреат государственной премии РК, профессор, кавалер ордена «Парасат»[14].
12. Нагашбай Шайкенов (1947—2000) — казахстанский государственный деятель, министр юстиции Республики Казахстан (1993—1995)
13. Батырхан Шукенов (1962—2015) — казахстанский и российский эстрадный певец, музыкант, саксофонист, композитор, поэт. Заслуженный деятель искусств Казахстана (2010), солист группы «А’Студио» (1987—2000).
14. Баглан Садвакасов (1968—2006) — казахстанский и российский эстрадный музыкант, гитарист группы «А’Студио» (1989—2006).
15. Исмагулов Ахмедья (1914—1994) — государственный деятель, заместитель министра государственного контроля Казахской ССР (1949—1953), начальник Казахского территориального управления Главного управления государственных материальных резервов при Совете министров СССР (1953—1955).
16. Узакбай Караманов (1937—2017) — советский и казахстанский государственный деятель, последний Председатель Совета Министров Казахской ССР и первый премьер-министр Казахской ССР.
17. Асанбай Аскаров (1922—2001) — советский и казахский государственный и партийный деятель.
18. Нурмагамбетов, Сагадат Кожахметович (1924—2013) — первый министр обороны независимой Республики Казахстан (1992—1995), Герой Советского Союза (1945), Народный Герой Казахстана (1994). Генерал армии Республики Казахстан (1993).
19. Рахимжан Кошкарбаев (1924—1988) — Народный Герой Казахстана, участник Великой Отечественной войны, офицер Красной Армии. Знаменосец Победы. Писатель-мемуарист. Директор гостиницы "Алма-Ата".
20. Закаш Камалиденов (1936—2017)[15] — председатель Президиума Верховного Совета Казахской ССР (1988)
21. Алтынбек Сарсенбайулы (1962—2006) — политический и государственный деятель Казахстана.
22. Дархан Балтабекович Джунусбеков (1990—2023) — казахстанский инди-поп-исполнитель, автор песен, саунд-продюсер и музыкант.